# 安徽省郎溪中学
安徽省朗溪中学，或简称朗溪中学或郎中，是一所位于中华人民共和国安徽省宣城市的公办高级中学。校舍设在郎溪县伍员路529号，创办于1941年，为安徽省示范高中。学校先后被授予安徽省未成年人思想道德建设示范学校、安徽省绿色学校、中央教科所《中小学数字图书馆》实验学校、全国科普先进单位、安徽省第十、十一和十二届文明单位、2022年安徽省先进集体。

## 现状
学校占地约13.4万平方米。现有班级64个，学生3011人，教职工280人，其中正高级教师1人、高级教师86人、一级教师96人，特级教师3人，省模范教师2人，省级优秀教师2人，省级教坛新星3人，省级最美教师1人，市级学科带头人13人，市骨干教师14人，享受市政府特殊津贴1人。

## 文化

### 校训
尚德、博学、求实、创新

### 郎中精神
爱校尽责、崇干尚教、精诚团结、追求卓越

### 发展目标
培育名师、创建名校、成为名片、助推名县